# Naisten SM-sarja 2005/06
Die Saison 2005/06 war die 24. Austragung der höchsten finnischen Fraueneishockeyliga, der Naisten SM-sarja. Die Ligadurchführung erfolgte durch den finnischen Eishockeybund Suomen Jääkiekkoliitto.

## Modus
Zunächst spielten alle Mannschaften eine Doppelrunde (zweimal Hin- und Rückspiel). Hinzu kamen je zwei Spiele gegen die Chinesische Nationalmannschaft, der diese Spiele zur Olympiavorbereitung dienten. Die Spiele wurden gewertet, die Mannschaft selbst stand jedoch außerhalb der Wertung. Die ersten beiden Mannschaften der Vorrunde qualifizierten sich direkt für das Play-off-Halbfinale, während die weiteren vier Teilnehmer im Viertelfinale zwei weitere Teilnehmer am Halbfinale ausspielten. Die beiden Viertelfinal-Verlierer spielten in den Play-downs den Teilnehmer an der Relegation aus.
Die Play-offs wurden im Modus Best-of-Five durchgeführt. Um den dritten Platz gab es lediglich ein Spiel.

## Hauptrunde
In der Hauptrunde wurden eine Doppelrunde (zwei Hin- und Rückspiele) und zwei weitere Spiele gespielt. Die ersten beiden Mannschaften qualifizierten sich direkt für das Halbfinale. Als Gastmannschaft nahm die chinesische Nationalmannschaft teil, die – außerhalb der Wertung – im Rahmen ihrer Olympiavorbereitung jeweils zwei Spiele gegen die sechs anderen Teilnehmer absolvierte. Die zwei besten Spielerinnen des Nationalteams erhielten anschließend die Gelegenheit, bis zum Saisonende für die Espoo Blues zu spielen.

### Tabelle
| Platz | Name                   | Spiele | S  | SnV | U | NnV | N  | Punkte | Tore    |
| ----- | ---------------------- | ------ | -- | --- | - | --- | -- | ------ | ------- |
| 1.    | Ilves Tampere          | 22     | 18 | 0   | 1 | 0   | 3  | 37     | 101:032 |
| 2.    | Espoo Blues            | 22     | 17 | 0   | 0 | 0   | 5  | 34     | 113:031 |
| 3.    | Kärpät Oulu            | 22     | 12 | 1   | 4 | 0   | 5  | 30     | 081:051 |
| 4.    | IHK Helsinki           | 22     | 12 | 0   | 2 | 0   | 8  | 26     | 111:052 |
| 5.    | Jyväskylän Hockey Cats | 22     | 3  | 0   | 1 | 2   | 16 | 9      | 033:117 |
| 6.    | Tappara Tampere        | 22     | 0  | 0   | 2 | 1   | 19 | 3      | 027:148 |
|       | Volksrepublik China    | 12     | 2  | 2   | 0 | 0   | 8  | 8      | 031:066 |

### Beste Scorerinnen
Abkürzungen:  Sp = Spiele, T = Tore, V = Assists, Pkt = Punkte, +/- = Plus/Minus, SM = Strafminuten; Fett:  Bestwert
| Spieler              | Team          | Sp | T  | V  | Pkt | +/− | SM |
| -------------------- | ------------- | -- | -- | -- | --- | --- | -- |
| Karoliina Rantamäki  | Blues         | 22 | 23 | 20 | 43  | 3   | 6  |
| Petra Vaarakallio    | Blues         | 22 | 13 | 26 | 39  | 1   | 6  |
| Saara Tuominen       | Ilves         | 21 | 21 | 17 | 38  | 0   | 8  |
| Anne Helin           | IHK           | 22 | 22 | 11 | 33  | 0   | 2  |
| Piia Lallukka        | Blues         | 22 | 16 | 17 | 33  | 3   | 20 |
| Sari Fisk            | Blues         | 20 | 17 | 13 | 30  | 3   | 6  |
| Sun Rui1             | Blues / China | 20 | 15 | 14 | 29  | 0   | 14 |
| Henna Savikuja       | IHK           | 18 | 12 | 17 | 29  | 0   | 12 |
| Marja-Helena Pälvilä | Kärpät        | 21 | 15 | 11 | 26  | 0   | 8  |
| Johanna Koivula      | Ilves         | 22 | 9  | 17 | 26  | 0   | 16 |
| Saija Sirviö         | Kärpät        | 22 | 8  | 18 | 26  | 0   | 40 |

Anm.: 1 Die beiden chinesischen Spielerinnen Sun Rui und Jin Fengling spielten bis zum Saisonende acht Spiele bei den Espoo Blues.

## Play-offs

### Viertelfinale
|              |   |                 | Serie | 9. März 2006                         | 11. März 2006        |
| ------------ | - | --------------- | ----- | ------------------------------------ | -------------------- |
| Kärpät Oulu  | – | Tappara Tampere | 2:0   | 10:0 (6:0, 2:0, 2:0) 8. Februar 2006 | 5:0 (2:0, 2:0, 1:0)  |
| IHK Helsinki | – | Hockey Cats     | 2:0   | 6:1 (1:0, 1:1, 4:0)                  | 10:1 (1:0, 6:0, 3:1) |

### Halbfinale
In den Halbfinalspielen am 18., 19., 21., 25. und 26. März 2006 traten die qualifizierten Mannschaften nach dem Modus Best-of-Five gegeneinander an; dabei spielte der 1. gegen den schlechter platzierten Viertelfinalsieger und der 2. gegen den besser platzierten. Die besser platzierte Mannschaft hatte dabei zuerst Heimrecht.
|               |   |              | Serie | 1                   | 2                   | 3                   | 4                   | 5                                   |
| ------------- | - | ------------ | ----- | ------------------- | ------------------- | ------------------- | ------------------- | ----------------------------------- |
| Ilves Tampere | – | IHK Helsinki | 3:1   | 2:1 (1:0, 0:0, 1:1) | 2:3 (0:1, 2:1, 0:1) | 4:1 (0:0, 1:1, 3:0) | 3:0 (1:0, 0:0, 2:0) | –                                   |
| Espoo Blues   | – | Kärpät Oulu  | 1:3   | 1:2 (0:1, 1:0, 0:1) | 1:3 (1:1, 0:0, 0:2) | 6:1 (3:0, 2:1, 1:0) | 4:1 (0:0, 2:1, 2:0) | 1:2 n. P. (0:1, 0:0, 1:0, 0:0, 1:2) |

### Spiel um Platz 3
Um den dritten Platz wurde lediglich ein Spiel ausgetragen.
| 1. April 2006 | Espoo Blues | 3:2 (1:0, 1:1, 1:1) | IHK Helsinki |  |

### Finale
Die Finalserie im Modus Best-of-Five war nach drei Spielen beendet.
|                             | Serie | 30. März 2006       | 1. April 2006       | 2. April 2006                  | 4 | 5 |
| --------------------------- | ----- | ------------------- | ------------------- | ------------------------------ | - | - |
| Ilves Tampere – Kärpät Oulu | 3:0   | 3:0 (1:0, 2:0, 0:0) | 4:2 (0:0, 4:2, 0:0) | 4:3 n. V. (0:0, 2:1, 1:2, 1:0) | – |   |

### Beste Scorerinnen
| Spieler              | Team   | Sp | T | V | Pkt | SM |
| -------------------- | ------ | -- | - | - | --- | -- |
| Terhi Mertanen       | Kärpät | 10 | 3 | 7 | 10  | 8  |
| Jenni Pitkänen       | Kärpät | 10 | 2 | 8 | 10  | 2  |
| Marja-Helena Pälvilä | Kärpät | 10 | 2 | 8 | 10  | 4  |
| Eini Lehtinen        | Kärpät | 10 | 6 | 3 | 9   | 6  |
| Nina Tikkinen        | Kärpät | 10 | 6 | 3 | 9   | 14 |
| Satu Hoikkala        | Kärpät | 10 | 4 | 4 | 8   | 0  |
| Henna Savikuja       | IHK    | 7  | 4 | 4 | 8   | 2  |
| Anne Helin           | IHK    | 7  | 6 | 1 | 7   | 8  |
| Saara Tuominen       | Ilves  | 6  | 4 | 3 | 7   | 2  |
| Johanna Koivula      | Ilves  | 7  | 2 | 5 | 7   | 12 |

## Play-downs
In der Play-downs traten die beiden Verlierer des Viertelfinales gegeneinander an. Der Gewinner hatte den Klassenerhalt geschafft, der Verlierer musste sich in der Relegation gegen den Erstplatzierten der I-Divisioona um den verbleibenden Platz in der SM-sarja kämpfen.
|                                  | Serie | 18. März 2006       | 18. März 2006       | 25. März 2006       |
| -------------------------------- | ----- | ------------------- | ------------------- | ------------------- |
| Cats Jyväskylä – Tappara Tampere | 2:1   | 3:2 (0:2, 2:0, 1:0) | 2:3 (1:0, 1:2, 0:1) | 2:1 (1:0, 1:0, 0:1) |

## Relegation
Die Mannschaft Tappara Tampere konnte sich gegen Sieger der I-Divisioona, EVU Vantaa, behaupten, so dass es weder Auf- noch Absteiger gab.
|                              | Serie | 1. April 2006       | 2. April 2006       |
| ---------------------------- | ----- | ------------------- | ------------------- |
| Tappara Tampere – EVU Vantaa | 2:0   | 8:1 (2:0, 5:0, 1:1) | 3:2 (1:1, 1:0, 1:0) |

## I-Divisioona
| Platz | Name                     |
| ----- | ------------------------ |
| 1.    | Etelä-Vantaan Urheilijat |
| 2.    | APV Kuortane             |
| 3.    | TPS Turku                |
| 4.    | LoKV Lohja               |
| 5.    | HPK Hämeenlinna          |
| 6.    | IHK Helsinki 2           |
| 7.    | KS Noux                  |
| 8.    | KalPa Kuopio             |

Damit hatte sich die Mannschaft Etelä-Vantaan Urheilijat für die Relegation zur höchsten Liga qualifiziert.